# Enterobacter cloacae
Enterobacter cloacae (лат.) — вид грамотрицательных условно патогенных прямых палочковидных (0,6—1,0 × 1,2—3,0 мкм) бактерий. Располагаются одиночно, попарно или короткими цепочками. Подвижные за счёт перитрих. Факультативные анаэробы, хемоорганотрофы. Температурный оптимум 30—37 °C. Широко распространены в природе, встречаются в пресной воде, почве, сточных водах, на растениях, овощах, в испражнениях человека и животных. У человека вызывают кишечные, респираторные, урогенитальные гнойно-воспалительные заболевания, менингит, септицемию, раневые и ожоговые инфекции, бактериемию, диарею и другие различные оппортунистические инфекции.
Как и другие бактерии кишечника, могут быть связаны с развитием ожирения. Так, исследователи Шанхайского университета показали, что прикорм этими бактериями, выделенными из больных ожирением людей, в свою очередь вызывает ожирение у стерильных мышей, находящихся на высококалорийной диете.
Синонимы вида в хронологическом порядке описания:
- Bacillus cloacae Jordan 1890
- Bacterium cloacae (Jordan 1890) Lehmann and Neumann 1896
- Cloaca cloacae (Jordan 1890) Castellani and Chalmers 1919
- Aerobacter cloacae (Jordan 1890) Bergey et al. 1923
- Aerobacter cloacae (Jordan 1890) Hormaeche and Edwards 1958